# Xylocampa modesta
Xylocampa modesta là một loài bướm đêm trong họ Noctuidae.